# Makurti
Makurti és un pic de les muntanyes Kundahs al districte de Nilgiris a Tamil Nadu, situat a 11° 22′ N, 76° 31′ E / 11.367°N,76.517°E. Té una elevació de 2.605 metres. És un punt concorregut per excursions des de Ootacamund amb una ascensió en zig-zag per la cara oriental; al costat occidental hi ha un single de gran fondària.